# (32781) 1988 DD2
1988 DD2 (asteroide 32781) é um asteroide da cintura principal. Possui uma excentricidade de 0.05223570 e uma inclinação de 9.02897º.
Este asteroide foi descoberto no dia 17 de fevereiro de 1988 por Eric Walter Elst em La Silla.